# L-キシロース-1-デヒドロゲナーゼ
L-キシロース-1-デヒドロゲナーゼ（L-xylose 1-dehydrogenase）は、次の化学反応を触媒する酸化還元酵素である。
L-キシロース + NADP+ {\displaystyle \rightleftharpoons } L-キシロノ-1,4-ラクトン + NADPH + H+
すなわち、この酵素の基質はL-キシロースとNADP+、生成物はL-キシロノ-1,4-ラクトンとNADPHとH+である。
組織名はL-xylose:NADP+ 1-oxidoreductaseで、別名にL-xylose dehydrogenase, NADPH-xylose reductaseがある。